# SN 2002fe
SN 2002fe – supernowa typu Ia odkryta 9 kwietnia 2002 roku w galaktyce A140418+0519. W momencie odkrycia miała maksymalną jasność 24,70m.